# 煌神羅刹
『煌神羅刹（こうじんらせつ）』は、日本のヘヴィメタルバンド陰陽座の3rdアルバム。2002年1月10日発売。発売元はキングレコード。

## 概要
- 本作をもって陰陽座はメジャーデビューを果たす。
- 「煌神羅刹」とは瞬火曰く、「神と鬼、対極にいる様で同一の存在である二つを組み合わせて作った造語」である。

## 収録曲
1. 羅刹（らせつ）[5:46]
（作詞・作曲：瞬火）
  - 表題曲でもあるメロディアスなナンバー。
2. 朧車（おぼろぐるま）[3:56]
（作詞・作曲：瞬火）
3. 煌（きらめき）[4:06]
（作詞・作曲：瞬火）
  - ライブではほぼ確実に演奏されるナンバー。
4. 牛鬼祀り（うしおにまつり）[7:21]
（作詞・作曲：瞬火）
  - 妖怪牛鬼をテーマとしたナンバー。牛鬼伝説は地方によって伝えられ方が異なる為、瞬火は自分なりに解釈した牛鬼伝説を創作し、それを曲に著した。
5. 烏天狗（からすてんぐ）[5:29]
（作詞：瞬火、作曲：招鬼、瞬火）
  - 烏天狗は招鬼が好きな妖怪であるらしい。
6. 陽炎忍法帖（かげろうにんぽうちょう）[4:00]
（作詞・作曲：瞬火）
7. 月に叢雲花に風（つきにむらくもはなにかぜ） - アルバム・バージョン [4:30]
（作詞・作曲：瞬火）
  - 2ndシングルの表題曲。アルバム用に再録してある。また、フェードアウトがない。
8. 組曲「黒塚」～安達ヶ原（くみきょくくろつか あだちがはら）[4:43]
（作詞：黒猫、作曲：黒猫・瞬火）
  - 能の謡曲『黒塚』をモチーフとした曲。初の組曲シリーズ。
9. 組曲「黒塚」～鬼哭啾々（くみきょくくろつか きこくしゅうしゅう）[5:03]
（作詞：黒猫、作曲：黒猫・瞬火）
  - 「安達ヶ原」とは打って変わり、ヘヴィなナンバーとなっている。
10. おらびなはい [3:13]
（作詞・作曲：瞬火）
  - 「おらびなはい」とは南予地方の方言で、「叫びなさい」という意味。

## クレジット
- エグゼクティブプロデューサー：徳田克信（KING RECORDS）
- A&Rディレクター：遠藤潤（KING RECORDS）
- アーティスト＆マーケティングプロモーター：中塚一晶（KING RECORDS）
- レコーディング＆ミックスエンジニア：木村義忠（Recording Studio KISS）、木股亜弥
- アシスタントエンジニア：上山満弘
- マスタリングエンジニア：金子清次（KING関口台Studio）
- テクニカルエンジニア：高橋邦明（KING関口台Studio）
- レコーディング＆ミックス：Recording Studio KISS
- マスタリング：KING関口台Studio
- アートワーク＆デザイン：瞬火（陰陽座）
- デザインコーディネイター：重田陽子、押切有梨子（KING RECORDS）
- フォトグラファー：伊藤暢介（Y's Private Studio）
- コスチュームデザイン：國本朱美（四国補正センター）
- ヘア・メイク：陰陽座
- ゲスト・ミュージシャン（コーラス）：蔭山豊（MANIPULATED SLAVES）、おちょこ（MANIPULATED SLAVES ※当時、MinstreliX）